# Mestna brigada 7. korpusa (NOVJ)
Mestna brigada 7. korpusa (srbohrvaško Građevinska brigada 7. korpusa) je bila brigada v sestavi Narodnoosvobodilne vojske in partizanskih odredov Jugoslavije in ki je delovala med drugo svetovno vojno na področju Kraljevine Jugoslavije.